# Taylor, Pennsylvania
Taylor là một thị trấn thuộc quận Lackawanna, tiểu bang Pennsylvania, Hoa Kỳ. Năm 2010, dân số của thị trấn này là 6263 người.